# Чаробњак (филм из 1927)
Чаробњак (фр. The Wizard) амерички је црно-бели неми хорор филм из 1927. године, редитеља Ричарда Росона, у коме главне улоге тумаче: Едмунд Лоу, Лејла Хиамс, Густав фон Зајфертиц, Е. Х. Калверт, Бари Нортон и Оскар Смит. Радња се темељи на роману Балу Гастона Лероука.
Филм се данас сматра изгубљеним, пошто су све копије уништене у пожару студија Јуниверзал 1931. године.

## Радња
Пол Кориолос је професор који жели да се освети члану пороте који је својим гласом осудио његовог сина на смрт, иако се клео да је невин. Он у својој лабораторији ствара чудовиште од гориле и обучава га да убије његове непријатеље.

## Улоге
| Глумац               | Улога             |
| -------------------- | ----------------- |
| Едмунд Лоу           | Стенли Гордон     |
| Лејла Хиамс          | Ен Вебстер        |
| Густав фон Зајфертиц | проф Пол Кориолос |
| Е. Х. Калверт        | Едвин Палмер      |
| Бери Нортон          | Региналд ван Лир  |
| Оскар Смит           | Сем               |
| Перил Маршал         | детектив Марфи    |
| Норман Тревор        | судија Вебстер    |
| Џорџ Коцонарос       | Горила            |
| Мод Тарнер Гордон    | госпођа Ван Лир   |